# Liste der Kulturdenkmäler in Hengsberg (Pirmasens)
In der Liste der Kulturdenkmäler in Hengsberg sind alle Kulturdenkmäler im Stadtteil Hengsberg der rheinland-pfälzischen Stadt Pirmasens aufgeführt. Grundlage ist die Denkmalliste des Landes Rheinland-Pfalz (Stand: 6. März 2023).

## Einzeldenkmäler
| Bezeichnung | Lage                                     | Baujahr | Beschreibung                 | Bild            |
| ----------- | ---------------------------------------- | ------- | ---------------------------- | --------------- |
| Grabstein   | Fehrbacher Straße, auf dem Friedhof Lage | um 1881 | Grabstein Schopfer, um 1881  | Fotos hochladen |
| Glockenturm | Hanfstraße, bei Nr. 11 Lage              | 1875    | Glockenturm, bezeichnet 1875 | Fotos hochladen |